# Bàcul de Mondoñedo
El  Bàcul de Mondoñedo és una peça de la col·lecció permanent del Museu Nacional d'Art de Catalunya. Procedeix de Llemotges, d'un sarcòfag atribuït al bisbe de Ribadeo, Pelayo de Cebeyra (Siveira) (1199-1218), Va ser dipositat cap a 1855 a la catedral de Mondoñedo (Lugo). Va entrar al museu provinent de l'adquisició de la col·lecció Plandiura, el 1932

## Descripció
Com a producte del taller de Llemotges és una de les peces més destacades de la col·lecció. Es tracta d'un dels pocs objectes d'orfebreria romànica del Museu del qual es coneix la procedència. Està documentat des de 1746 a l'antiga catedral de Ribadeo i ha sofert diverses vicissituds fins a ingressar al Museu. El tema de la voluta és molt habitual en aquest tipus de peces, sant Miquel matant el drac, i alhora característic de les sèries de Llemotges.